# Aleksandr Botjarov
Aleksandr Botjarov (russisk: Александр Викторович Бочаров tr. Aleksandr Viktorovitj Botjarov; født 26. februar 1975) er en russisk tidligere professionel cykelrytter, som har cyklet for de professionelle cykelhold AG2R, Crédit Agricole og Team Katusha. Han deltog bl.a. otte gange i Tour de France, to gange i Vuelta a España og en enkelt gang i Giro d'Italia.